# استپان گریگوریان (سیاستمدار)
استپان گورگنی گریگوریان (ارمنی: Ստեփան Գուրգենի Գրիգորյան؛ زادهٔ ۲۴ سپتامبر ۱۹۵۳) یک روزنامه‌نگار، دانشمند علوم سیاسی ، ریاضی‌دان، فیزیکدان، دیپلمات و  سیاستمدار اهل ارمنستان است که از تاریخ ۱۹۹۰ تا تاریخ ۱۹۹۵ سمت نمایندگی دوره اول شورای عالی جمهوری ارمنستان را برعهده داشت.

## زندگی‌نامه
در 	۲۴ سپتامبر ۱۹۵۳ ‏در تفلیس به دنیا آمد و از دانشگاه دولتی تفلیس فارغ‌التحصیل شد. 